# Rosengärten in Rapperswil

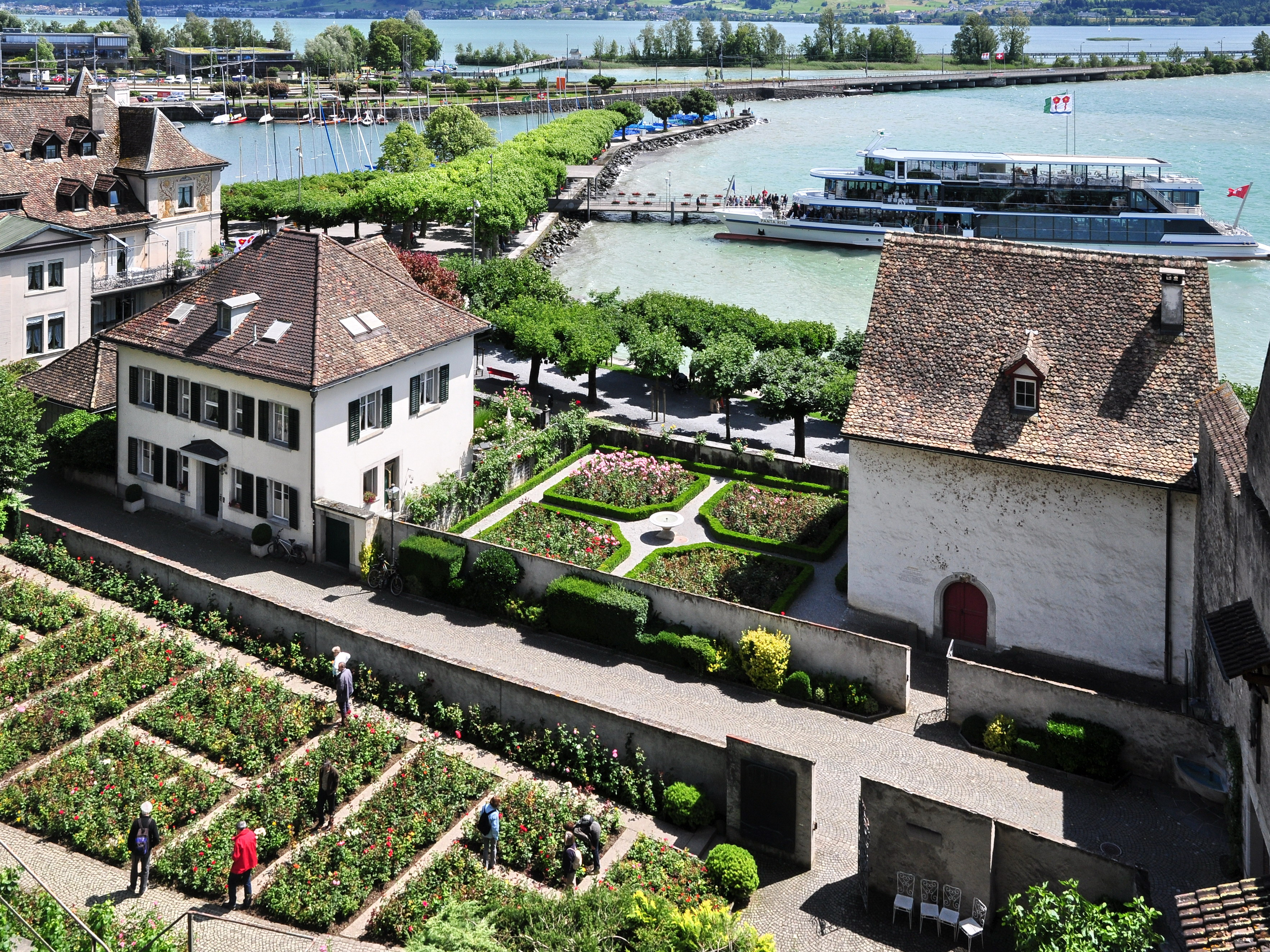
Die Rosengärten in Rapperswil am Schlossberg und beim Einsiedlerhaus

Rosengärten in Rapperswil ist eine Sammelbezeichnung für die öffentlichen und privaten Rosarien in der Altstadt von Rapperswil, einem Ortsteil der Schweizer Gemeinde Rapperswil-Jona im Kanton St. Gallen.

## Geschichte

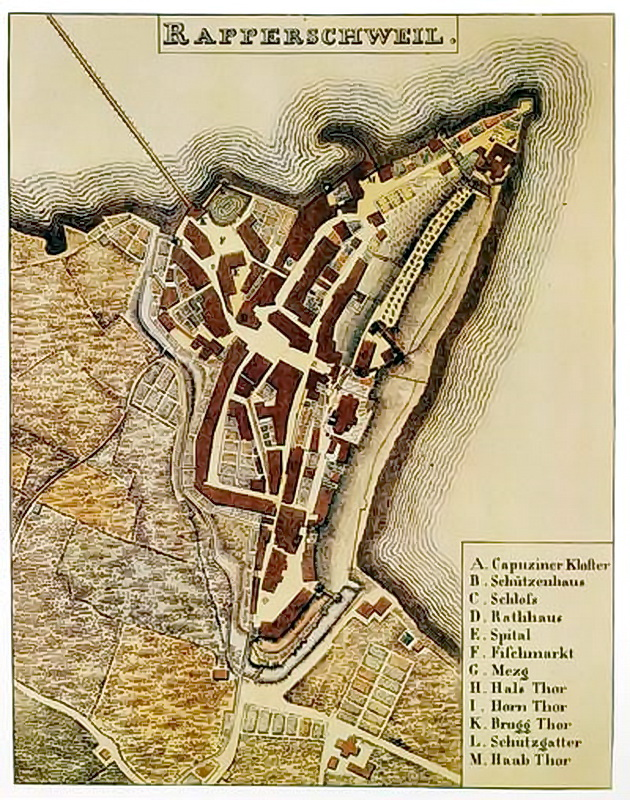
Stadtbefestigung von Rapperswil, kurz vor deren Schleifung, um 1831, mit den Gärten auf dem Stadtgraben bei der heutigen Oberen Bahnhofstrasse

Wann die ersten Rosengärten in der Altstadt von Rapperswil angelegt wurden, lässt sich urkundlich nicht belegen. Das Stadtwappen zeigt auf silbernem Grund zwei rote Rosen mit roten Kelchzipfeln und ist dem Dreirosenwappen der Rapperswiler nachempfunden. Vermutlich dürfte daher die Kultivierung von Rosen innerhalb der Stadtmauern auf eine lange Tradition zurückgehen.
Mit der Schleifung der mittelalterlichen Stadtbefestigung in den 1830er-Jahren sind im aufgefüllten Stadtgraben zahlreiche Gärten an der heutigen Oberen Bahnhofstrasse angelegt worden. Die Gärten sind weitgehend erhalten geblieben und durch den 1984 angelegten Duftrosengarten für Sehbehinderte ergänzt worden.
1913 liess der «Verkehrs- und Verschönerungsverein Rapperswil und Umgebung» die Rosenanlagen am Fischmarktplatz einrichten sowie weitere Anpflanzungen Anfang der 1920er-Jahre im Hafenbereich zwischen Fischmarktplatz und Curti-Haus und an Strassen und Plätzen, sofern dies in der dichtbebauten Rapperswiler Altstadt noch möglich war.
„Mehr Rosen in die Rosenstadt, auf dass die Rosenstadt zur wirklichen Rosenstadt wird“, war der Leitsatz des Verkehrsverein Rapperswil im Jahr 1958. Rosengärten in Stadtbesitz folgten ab 1965, beim Einsiedlerhaus und am Schlossberg, auf Initiative des Verkehrsvereins respektive von Dietrich Woessener, Gründer und Ehrenpräsident der Gesellschaft Schweizerischer Rosenfreunde. Er soll die Rosensorten ausgewählt und die meisten Rosen eigenhändig gepflanzt haben. Die Familie Curti hatte dem Verkehrsverein ein Grundstück beim Haus Schlossberg gegen einen bescheidenen Pachtzins zur Anlage eines Rosengartens zur Verfügung gestellt. Auf dem Lindenhof, zwischen dem Schloss und der polnischen Freiheitssäule, sowie am See-Quai beim Curti-Haus liegen zwei weitere, kleinere städtische Anpflanzungen.

## Private Rosengärten
In der Rapperswiler Altstadt wird die Kultivierung von Rosen gepflegt, insbesondere im Umfeld der einstigen Burggasse mit den Wohnsitzen der Dienstleute der Grafen von Rapperswil, wie dem Bleulerhaus aus dem 13. Jahrhundert. In der dicht überbauten Altstadt, insbesondere im ältesten Teil westlich des Hauptplatzes, erwies es sich seit den 1960er-Jahren als schwierig, weiteren Platz für Rosenanlagen zu finden. Zu verdanken ist dies insbesondere den weiblichen Bewohnern der Rosenstadt, die sich für die Bepflanzung der privaten Anlagen engagierten.

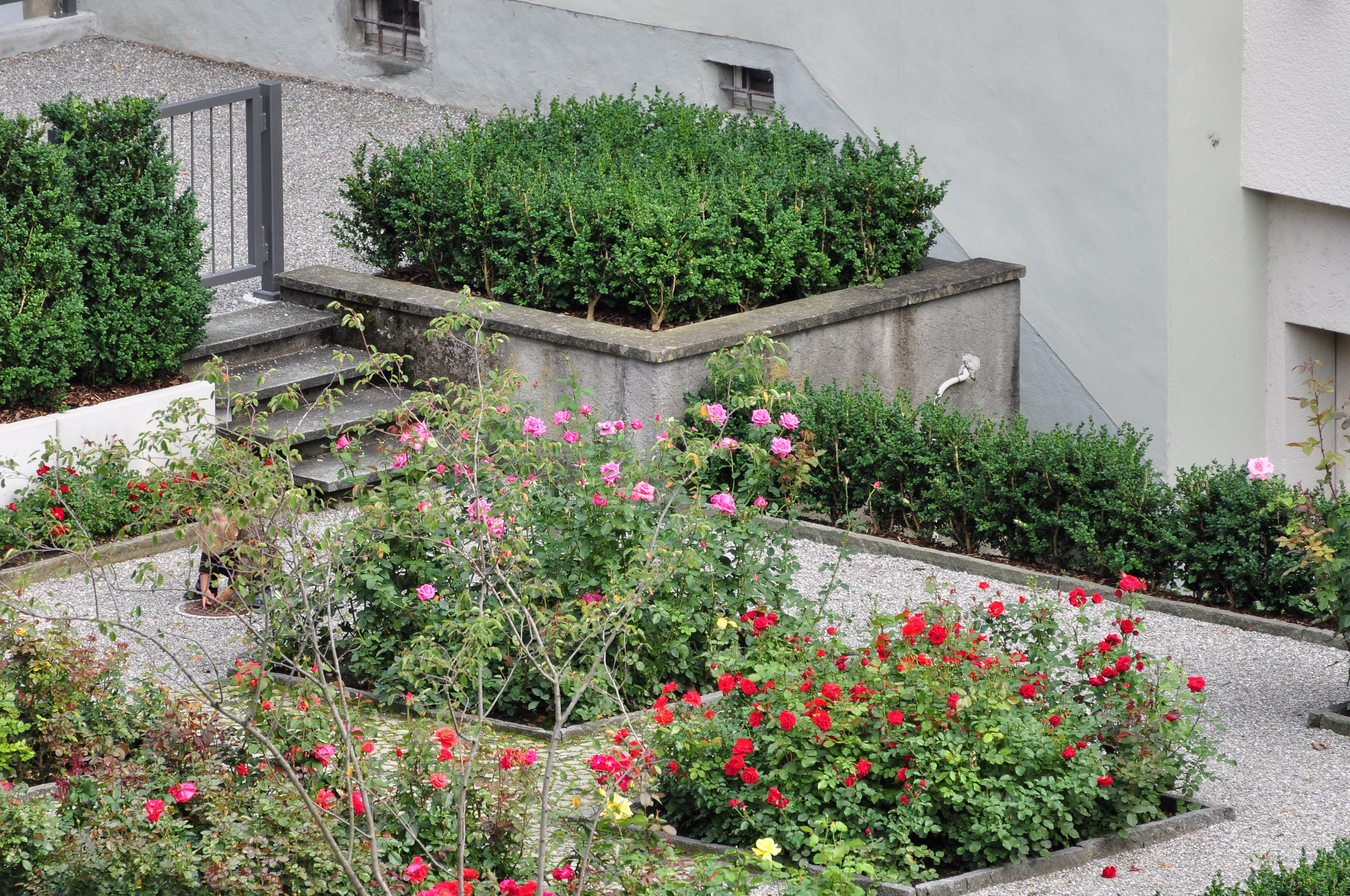
Hintergasse
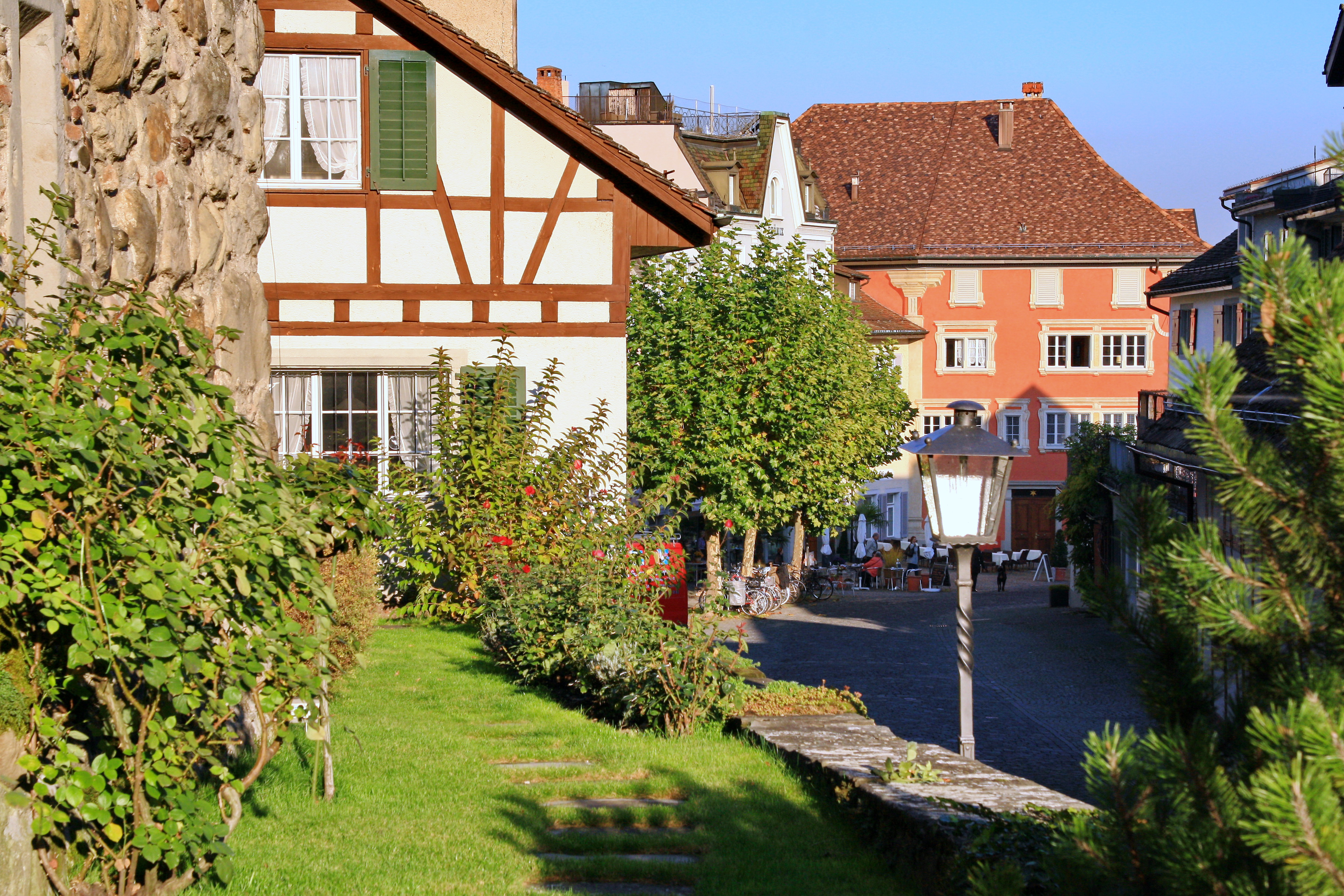
Breny-Turm, im Hintergrund der Engelplatz
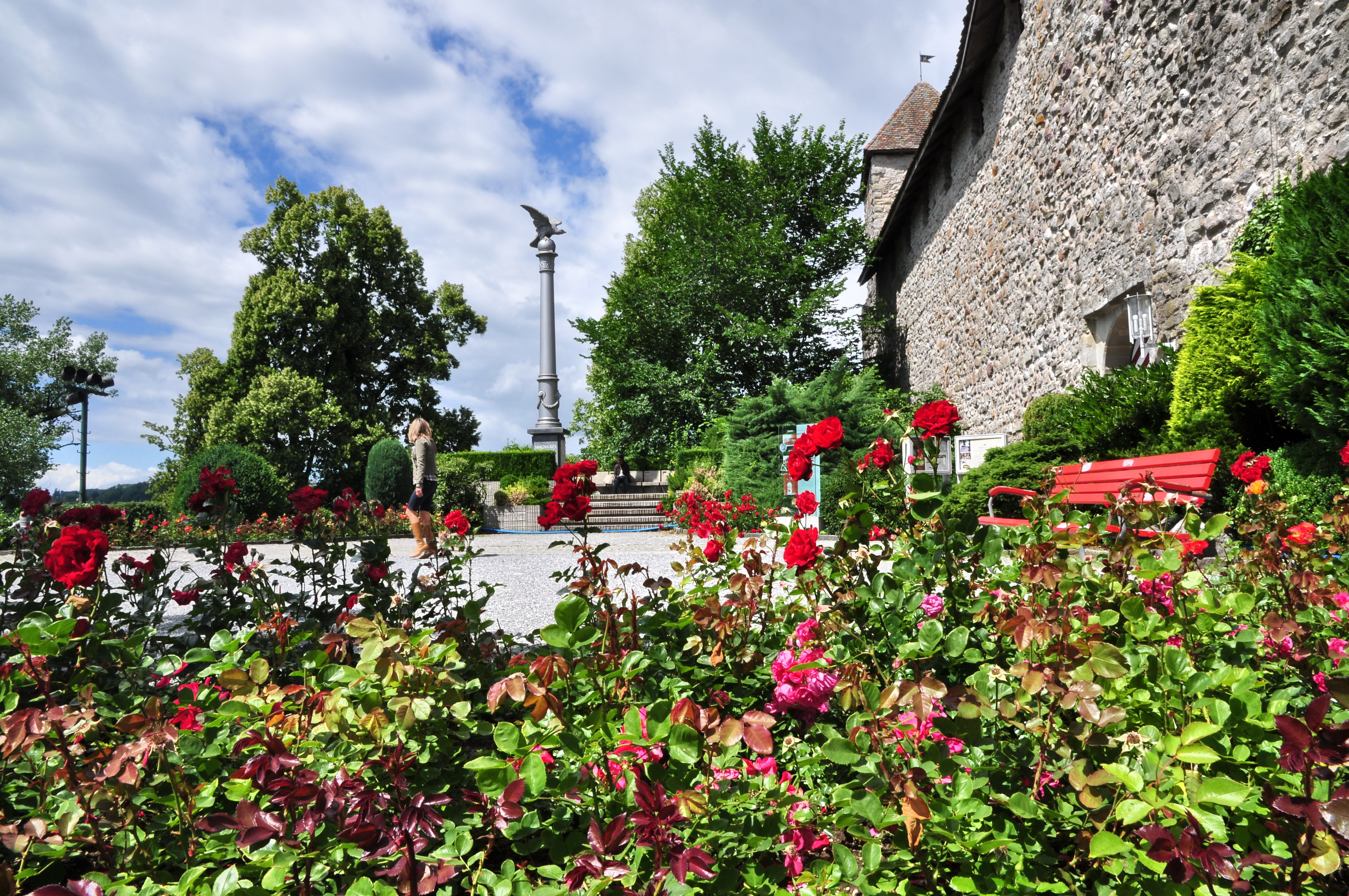
Lindenhof, im Hintergrund die polnische Freiheitssäule
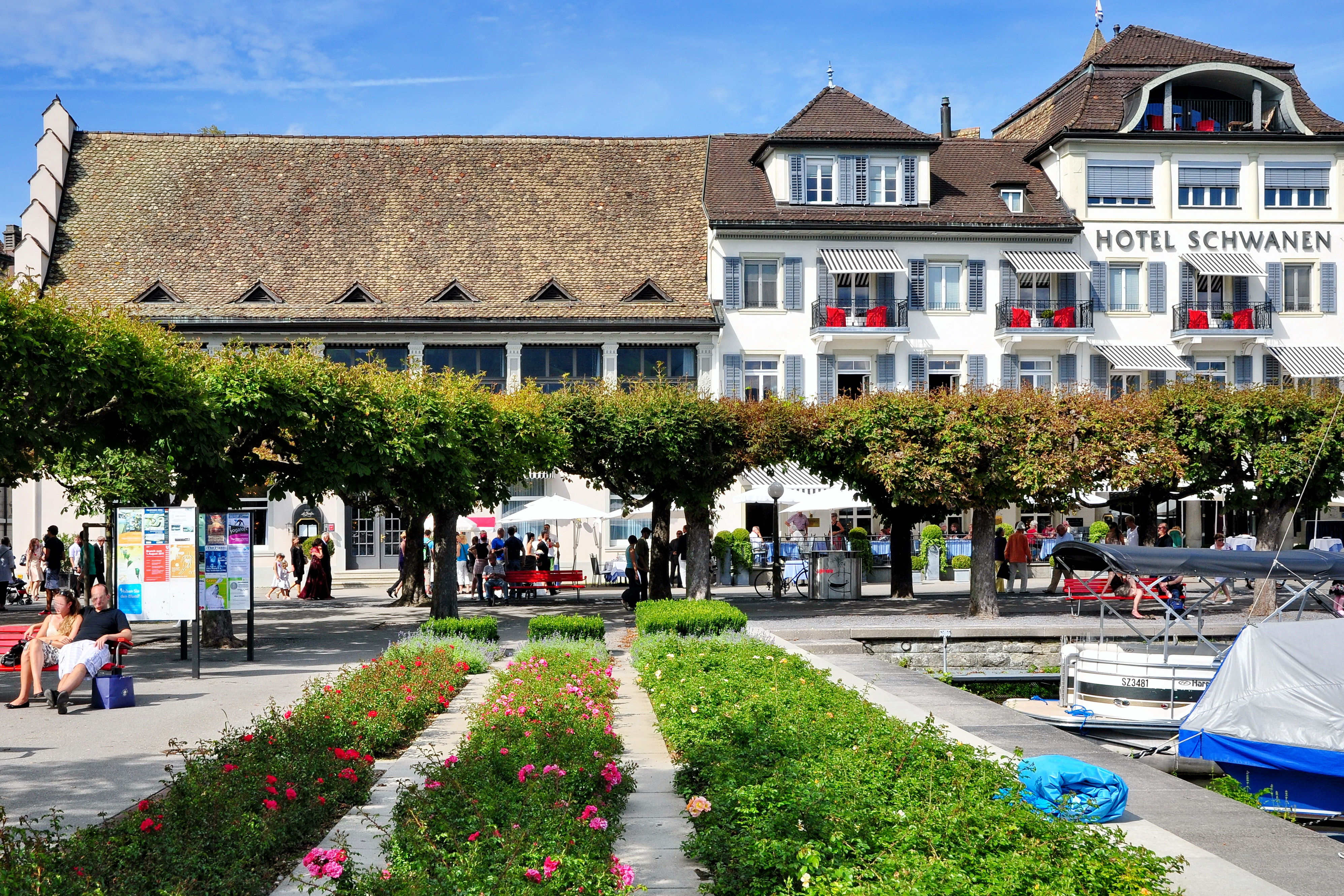
Hafenanlage beim Hotel Schwanen

## Rosengärten der Stadt
Der «offizielle» städtische Rosengarten liegt am Schlossberg, wie die südliche Seite des Lindenhofs genannt wird. Durch die zum Endingerturm verlaufende Endingerstrasse ist der Garten in zwei Bereiche geteilt, wodurch der kleinere Teil der Pflanzen beim Einsiedlerhaus, durch eine Mauer getrennt, liegt. Eine landesübergreifende Besonderheit ist der Duftrosengarten für Sehbehinderte auf dem unterirdischen Parkhaus Schanz an der Oberen Bahnhofstrasse, zwischen dem Rathaus und dem Engelplatz. 

### Schlossberg

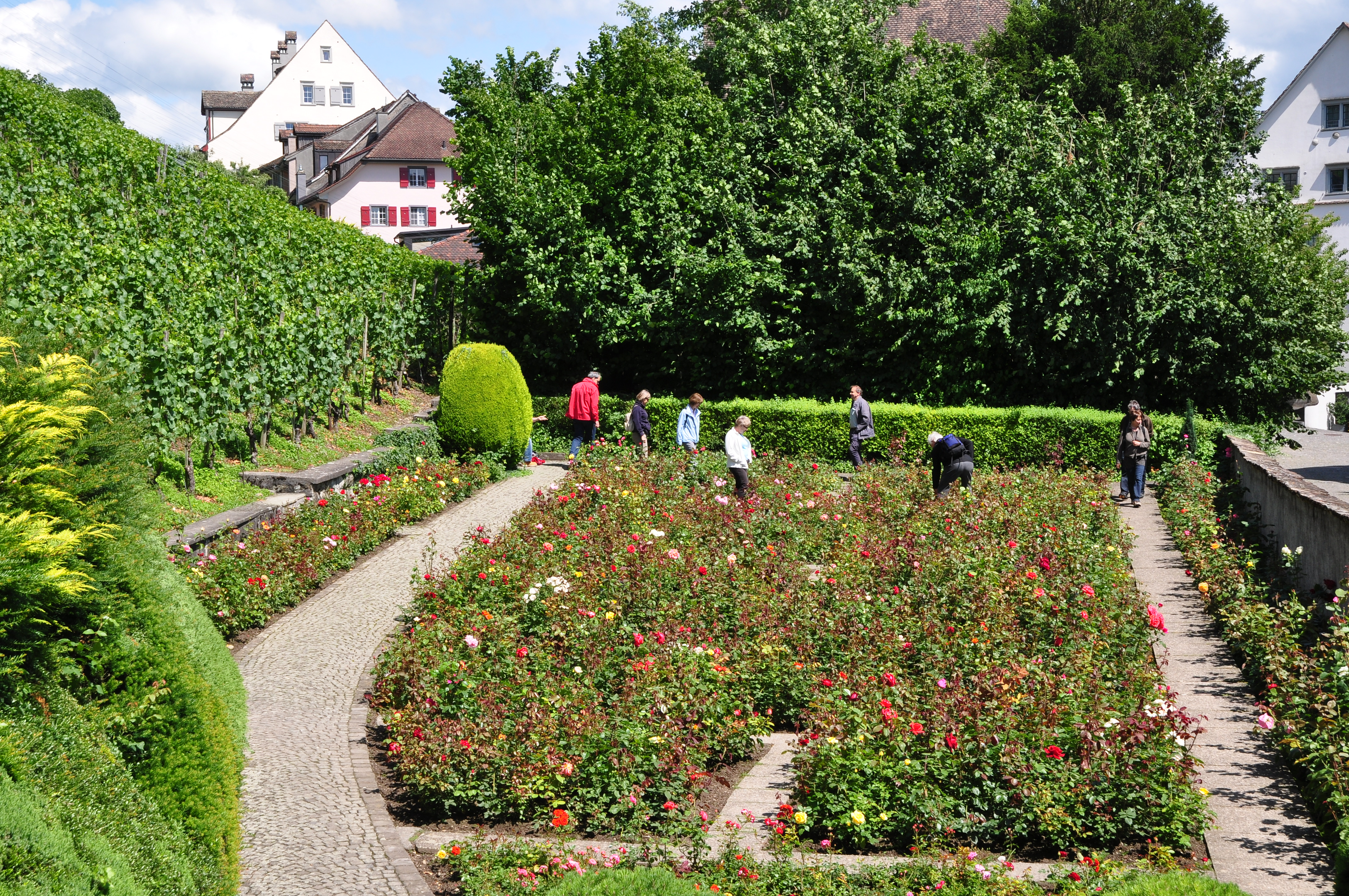
Rosengarten am Schlossberg

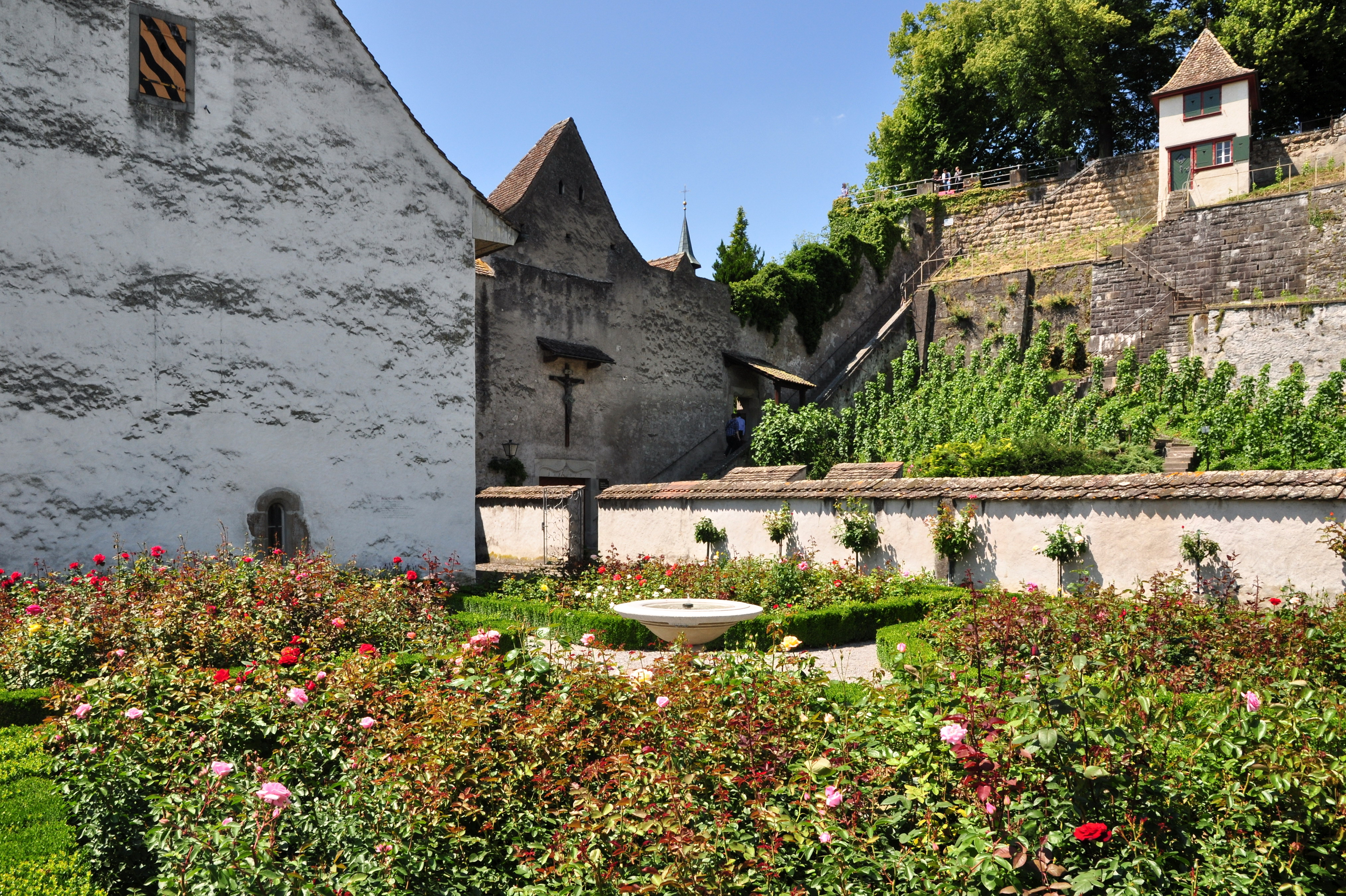
Rosengarten beim Einsiedlerhaus

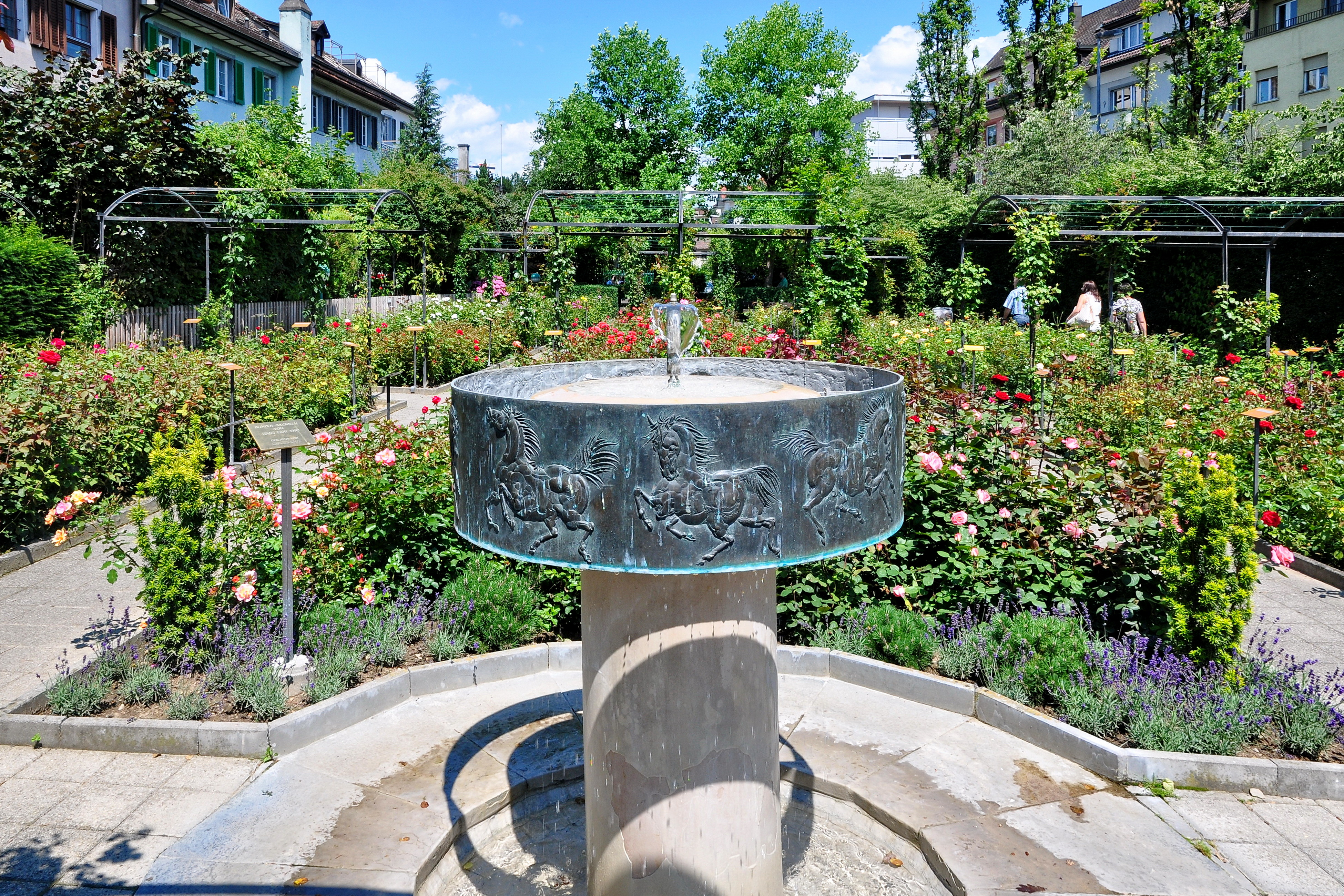
Duftrosengarten, im Vordergrund der von Hans Erni geschaffene Brunnen mit Motiven von Fredy Knie jun.

Das 1965 von der Familie Curti zur Verfügung Grundstück am Schlossberg umfasst rund 3000 Pflanzen von 150 Sorten. Im nördlichen Teil wurden Polyantha-Rosen, in der Mitte Beetrosen (Teehybriden) angepflanzt. Die Kosten für die Gestaltung dieses ersten städtischen Rosengartens wurden aus dem sogenannten Rosentaler-Fonds getragen, die Rosen waren ein Geschenk der Frauen von Rapperswil. Der Brunnen besteht aus einem früheren Gedenkstein für August Baumann, dem Schöpfer der ersten Rosenanlagen in Rapperswil, der bronzene Haubensteissfuss ist ein Werk des Bildhauers Ernst Ghenzi, finanziert wurde die Arbeit vom Circus Knie. Vom Dichter Pius Rickenmann stammt die Inschrift auf dem Sandstein. Das schmiedeeiserne Tor ist eine Leihgabe der Ortsgemeinde Rapperswil-Jona, ein ehemaliges Exponat aus dem Stadtmuseum Rapperswil-Jona.

### Einsiedlerhaus
1974 konnte die Rosenanlage Schlossberg durch einen zweiten Garten beim Einsiedlerhaus und Endingertor erweitert werden. Durch ein Wegkreuz in vier grosse Bette aufgeteilt, ist der kleinere der beiden Gärten auf allen vier Seiten von Randrabatten umsäumt. Die Bepflanzung erfolgte vorab mit älteren Beetrosen und einigen Hochstammrosen. Der Brunnen im Garten ist eine Schenkung benachbarter Gemeinden zum 750-jährigen Jubiläum der Rosenstadt; eine alte Brunnenschale aus Jurakalk, kunstvoll restauriert und umgestaltet.

### Duftrosengarten
Basierend auf einer Idee von Hans Rathgeb, erfolgte die Auftragsvergabe durch den Verkehrsverein Rapperswil-Jona. Am 20. Oktober 1984 wurden von 75 Freiwilligen 1664 Rosenstöcke von 58 Duftsorten angepflanzt. Drei Parzellen wurden von zwei privaten Gönnern und zwei Firmen zur Verfügung gestellt. Ausgewählt wurden 33 Sorten Busch-, 20 Kletter- und 6 Strauchrosen, die einen besonders intensiven Duft ausströmen. Hans Erni schuf einen für Sehbehinderte konzipierten Zierbrunnen, finanziert vom Circus Knie. Für den Unterhalt des Duftrosengartens ist die Stadtverwaltung verantwortlich. Die rund 1522 Rosen aus 75 Duftsorten sind durchgehend mit Braille- und Normalschrift beschildert.

## Rosenstadt Rapperswil
Duftrosen blühen in Rapperswil-Jona früher als in den meisten anderen Rosenanlagen in der Schweiz. Dank der geheizten Tiefgarage erlebt der Duftrosengarten praktisch keinen Winter und wenig Frost. Die Duftrosen blühen bereits im Mai, in den anderen Gärten im Juni. Die ersten blühenden Rosen sind am Herrenberg und den sonnenbestrahlten Sandsteinmauern der Stadtpfarrkirche und des Breny-Turms zu finden.
Im Juli 1999 wurde Rapperswil am Jubiläums-Rosenfest in Nöggenschwiel im Südschwarzwald als internationaler „Mittelpunkt der Duftrosen“ ausgezeichnet. Zwischen Juni und Oktober erblühen insgesamt rund 15'000 Edelrosen, Polyantha- und Strauchrosen in den Gärten und Gassen in und um die Altstadt, weshalb Rapperswil sich Rosenstadt nennen darf.